# 야론 브룩

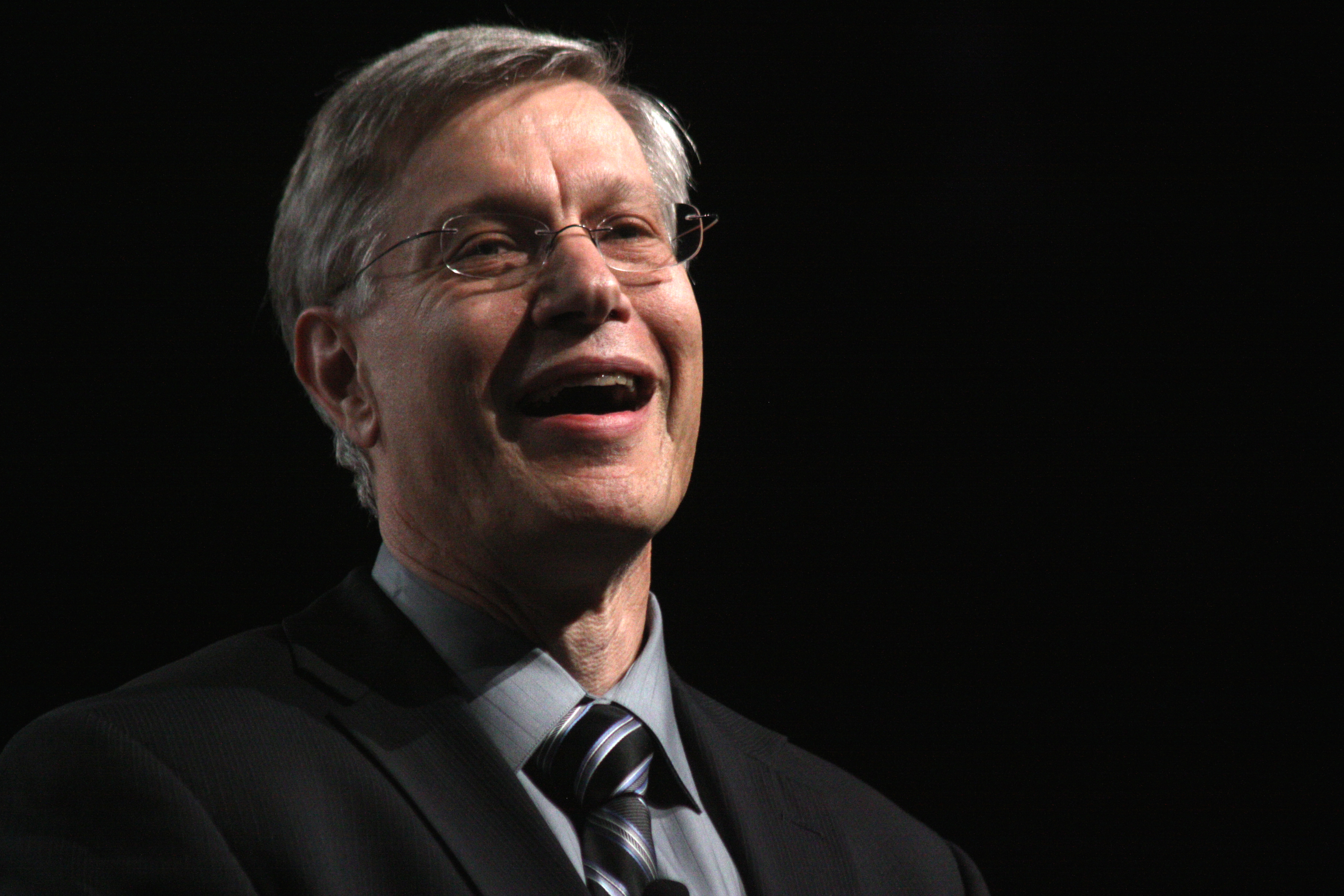

야론 브룩(영어: Yaron Brook, 히브리어: ירון ברוק, 1961년 5월 23일)은 이스라엘 출신의 미국인으로 사업가이며 객관주의자로 아인 랜드 연구소 이사장으로 재임중이다.
이스라엘에서 태어나 자란 야론의 부모는 남아프리카에서 활동한 사회주의자들이었다. 그가 16살이 되었을 때, 그의 친구가 전해준 아인 랜드의 아틀라스를 읽고 사회주의에서 객관주의로 전향하였다. 1987년에 미국으로 이민을 간 뒤, 1994년에 텍사스주립대학에서 박사학위를 수여하였다.
그는 포브스에 칼럼니스트로 활동하며, 다양한 매체에 글을 기고하고 있다.

## 저서
- Equal is Unfair: America's Misguided Fight Against Income Inequality.